# Karin Nygårds

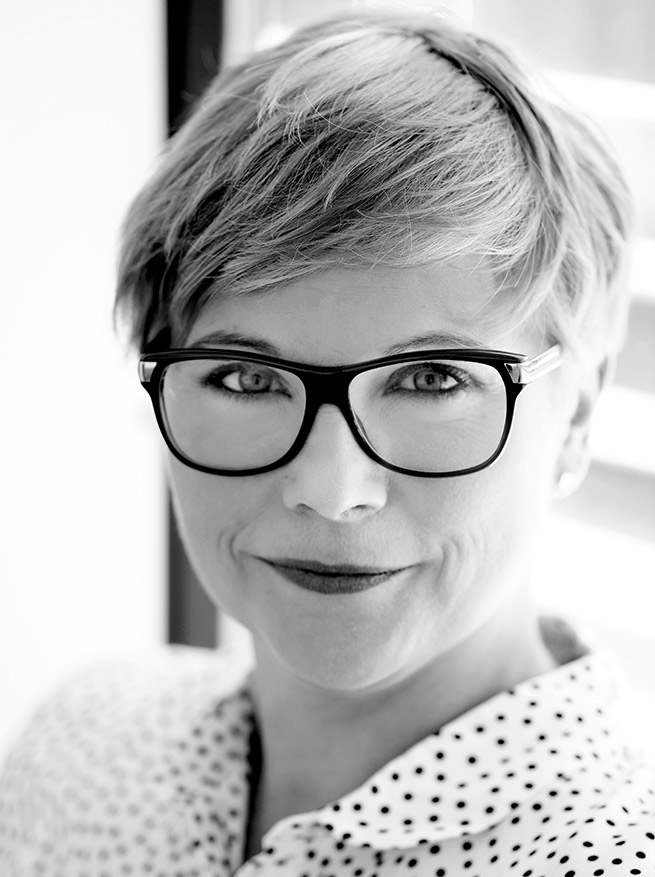
Karin Nygårds

Ulla Karin Nygårds, född 16 oktober 1975 i Falun, är en svensk lärare och författare som arbetat med frågan om programmering i skolan.

## Biografi
Karin Nygårds är uppväxt i Falun och gick ut från samhällsvetenskaplig linje på Haraldsbogymnasiet 1994.  Hon utexaminerades från  lärarhögskolan i Stockholm 1998 och hon har också gått Skrivarakademins författarlinje 2009–2010.
Nygårds har i olika forum arbetat med frågan om programmering på skolschemat som hon ser tre perspektiv på: Det första handlar om demokrati och allmänbildning. Det andra handlar om koden som tankeverktyg. Det tredje är koden som kreativt verktyg, som används i praktiskt skapande. Nygårds arbetade som lärare i svenska och svenska som andraspråk på Sjöstadsskolan i Stockholm mellan 1998 och 2015. Sedan 2015 är Karin Nygårds även författare och boken Så funkar internet har översatts till koreanska. En kinesisk översättning är också på gång. Sedan augusti 2018 arbetar Nygårds som grundskollärare på Hamnskolan för årskurserna 1–6.
2016 blev hon programledare för UR:s serie Programmera mera! Hon startade Teacherhack.com med Terese Raymond 2013. Teacherhack handlar om att hitta den digitala dimensionen i alla ämnen. 2013 grundade Karin Nygårds Geek Girl Mini. Från den 10 oktober 2016 till den 17 oktober 2016 var Nygårds tillfällig kurator för Twitter-kontot @Sweden.
Hon är bosatt i Stockholm sedan 1994 och har en dotter tillsammans med Torbjörn Olsson, den första vinnaren av svenska Gladiatorerna.

## Priser och utmärkelser
- Karin Nygårds tilldelades lärarpriset Guldäpplet 2014[7]

- Årets punkare i skolvärlden, priset till Trevor Dolans minne[8]

- Årets digitala inspiratör, CIO Awards[9]

- Kjell Hultman-priset 2015[10][11]
- Hedersdoktor Mittuniversitet [12]